# Włodzimierz Gromski
Włodzimierz Gromski (ur. 9 maja 1951 we Wrocławiu) – polski prawnik, doktor habilitowany nauk prawnych, specjalista w zakresie teorii prawa, profesor nadzwyczajny Uniwersytetu Wrocławskiego, w latach 2008–2016 dziekan Wydziału Prawa, Administracji i Ekonomii Uniwersytetu Wrocławskiego.

## Życiorys
W 1973 ukończył studia na Wydziale Prawa i Administracji Uniwersytetu Wrocławskiego. W 1982 uzyskał na tym Wydziale stopień naukowy doktora nauk prawnych na podstawie rozprawy pt. „Samorząd społeczny jako instytucja prawno-ustrojowa w PRL” napisanej pod kierunkiem Władysława Zamkowskiego. W 2001 otrzymał na WPAiE UWr stopień doktora habilitowanego nauk prawnych w oparciu o dorobek naukowy oraz rozprawę pt. „Autonomia i instrumentalny charakter prawa”.
W 2008 został profesorem nadzwyczajnym UWr. W latach 2002–2008 był prodziekanem WPAiE UWr. W 2008 objął stanowisko dziekana tegoż Wydziału, piastując je także w kadencji 2012–2016.

## Wybrane publikacje
- Analiza regulacji europejskich dotyczących rozliczeń międzyoperatorskich, Wrocław: Wydawnictwo Telefonii Lokalnej, 1998.
- Autonomia i instrumentalny charakter prawa, Wrocław: "Kolonia", 2000.
- Autonomia prawa, Wrocław: "Kolonia", 2001.
- Europejskie i polskie prawo telekomunikacyjne, Warszawa: Wydaw. Prawnicze "LexisNexis", 2004.
- Logika praktyczna z elementami argumentacji prawniczej. Warsztaty prawnicze, Bielsko-Biała: Wydawnictwo Od.Nowa, [2015].
- Teoria i filozofia prawa. Wybór tekstów, (red.), Wrocław: Wydawnictwo Uniwersytetu Wrocławskiego, 1998[6].